# とりぱん
『とりぱん』は、とりのなん子による日本の漫画作品。講談社の漫画雑誌『モーニング』にて、2005年21号より連載されている。第17回MANGA OPENで大賞を受賞。2020年10時点で累計発行部数は130万部を記録している。

## 主な登場キャラクター
- なん子（主人公・著者）
- なん子の母（登場頻度は高めだが、著者が引っ越したことにより最近の出番は少ない。テニスが趣味でバックハンドが得意）
- なん子の父
- なん子の兄（小学校教諭だったが、異動により教育委員会の職員へ）
- なん子のイトコ
- Sさん（なん子の友人）

### 鳥類
- ヒヨドリ（ヒヨちゃん／センターに保護されたヒナ）
- ツグミ（つぐみん・でぶみん・小でぶみん・ブラックつぐみん）
- アオゲラ（ポンちゃん）
- アカゲラ（ペンちゃん）
- コゲラ
- コガラ、ヤマガラ
- ウグイス
- メジロ（めめじろー・めめこ）
- スズメ（ハム子・ダルマ・ウスダルマ・ほか）
- シジュウカラ
- セキレイ（駐車場の鳥、主にハクセキレイ）
- コムクドリ（白塗り仮面）
- オナガ
- エナガ（サーカス毛玉）
- キジ
- モズ
- カワラヒワ
- ヒレンジャク（渡鳥戦隊）
- キレンジャク（渡鳥戦隊2）※双方で「渡鳥大戦隊」。
- アヒル
- オオハクチョウ
- コクチョウ（スケールの大きい迷子）
- カモ（マガモ、カルガモ、ミコアイサ、キンクロハジロ、オナガガモ、ヒドリガモ、カワアイサほか）
- ガン（マガン）
- オオバン（幼鳥）
- バリケン（ひとり桃太郎）
- ニワトリ（夜店のヒヨコの成れの果て。コッコちゃん）
- カラス（ハシボソガラス、ハシブトガラス）
- カモメ
- シギ（キョウジョシギ・ハマシギ）
- シメ（大顔和風美人）
- ブッポウソウ、ミミズク、コノハズク
- フクロウのヒナ
- カッコウ
- ツミ（アイ・オブ・ザ・タイガー）
- セキセイインコ
- イワツバメ（増築くん）
- イソシギ
- ハト（カワラバト／キジバト）
- トンビ（一応の猛禽類）
- ムクドリ
- チョウゲンボウ（トンビより小さい猛禽）
- ゴジュウカラ（ごじゅぴー）
- キビタキ（キビたん）
- ミソサザイ（みそちー）

### 哺乳類
- ミーちゃん（近所の猫・体重8キログラムの太った猫。オス）
- ジョン（イトコの飼っていた犬。柴系の雑種。オス）
- チビ丸（近所の雑種の犬。白くないアヒルと仲良し）
- ヒツジ、ヤギ（公園の除草）
- ヤマネ、リス
- ニホンカモシカ
- キツネ
- イタチ

### 昆虫・節足動物など
- カマキリ（かまさん）
- キアゲハの幼虫（パセ太（サナギまで成長する）・イタ子（幼虫で死亡）・こたろうくん（6ミリ））
- オナガミズアオ（マダム）
- クモ
- トンボ
- イナゴ、キリギリス
- ダンゴムシ、ワラジムシ
- クロアゲハとその幼虫（サンショウの木）
- ナミアゲハとその幼虫（同上）
- ヒメジャノメチョウ（レッサーパンダな幼虫）
- ヤママユガの幼虫（巨大青虫地獄）
- ホタル
- オニヤンマ（オニヤンマ激突事故）
- オオルリボシヤンマ
- 実家のブドウとスズメバチ
- 電柱の中のニホンミツバチ
- ゾウムシ（パスタのリース）
- ツマグロヨコバイ
- カワトンボ

### 海洋生物
- ひねもす（「春の海 ひねもすのたり のたりかな」：ひねもす＝一日中という意味）作品中で全身が白いナマコ（軟体動物?）らしい。
- みかん箱いっぱいのホヤ
- ヒラメ

### 魚類
- 金魚（きんちゃん、まるちゃん）

### 擬人化
- シベリア寒気団

## 制作・作風
少女漫画のアシスタントを経て、当時会社員だった著者が、「会社勤めに限界を感じ」第17回MANGA OPENのショート作品部門に応募した4コマ作品が審査員のかわぐちかいじ・さだやす圭に「これが大賞でなければ審査員をおりる！」と絶賛され、大賞を受賞。モーニング2005年21号から連載中。大賞受賞作は第1巻巻末に収録されている。
東北地方のとある街において実家や仕事場の庭に餌台を作り、飛来する野鳥を餌付けして観察する作者の日常を4コマ漫画形式で描くエッセイ漫画。タイトルは、庭に来る野鳥のエサとしてパンが用いられていることから名付けられた。
話数の進行に伴い、野鳥以外でも植物や猫・昆虫・羊などさまざまな動植物が登場し、四季に応じた作者周辺でのエピソードも描かれている。一話は4ページ程度で基本的には1ページを用いた導入話で始まり、各話にタイトルが付けられた4本の4コマを挟み再び1ページを用いた話で終わる。4コマはオチのあるギャグ漫画の趣きもあり、登場する野鳥や動物はデフォルメした絵柄で擬人化して描かれている。一話の最後はギャグを排したエッセイ風に終わる傾向にある。
単行本はカバー表紙部分に野鳥のイラストと「とりのなん子」の印字があり、見返し部分には各巻2人程度の登場キャラクターの紹介がある。背表紙、カバー裏部分にもイラストが描かれ、カバー裏見返し部分には作者の紹介するレシピが記された「とりぱんクッキング」がある。目次はなく、巻頭や巻中には雑誌に掲載されたカラーページが収録されている。各巻には20話程度が収録され、巻末には本編とは異なるおまけ漫画や読者から紹介された野鳥に関するエピソードを漫画化して紹介する「おたよりコーナー」がある。

## 備考
- 話数は「第XX羽」と表示される。
- 1巻の巻末（107 - 126p）に「第17回 MANGA OPEN 大賞受賞作品（デビュー作）」があり、これだけは第1 - 第5と表記される。
- 第31羽（2巻）にて、とある国に旅行した時に海岸に打ち上げられていた種を検疫を受けずに日本国内に持ち込んだことをネタにした。このことが縁となって横浜植物防疫所を取材した様子を4ページのおまけ漫画として単行本の2巻巻末に掲載した。
- 3巻巻末は、「スペシャル対談とりのなん子×絲山秋子」を収録。
- 4巻巻末は、小説現代特別編集『エソラ』第4号に掲載された短編漫画の「花」を収録。
- 5巻巻末は、住宅展示場を見学した「あとがきマンガ」を掲載。
- 6巻巻末は、『PHPスペシャル』（PHP研究所）2008年10月号に掲載された漫画家諸先輩（S先生、F先生、K先生達）の対人姿勢に学ぶエッセイ漫画「人気のひみつ」を収録。
- 7巻巻末は、『週刊モーニング』2008年38号に「『OL進化論』連載900回記念特別企画」として描かれた4コマ2本を収録。
- 9巻巻末は、描き下ろし漫画「ジョンのこと」を掲載。
- 10巻巻末は、描き下ろし漫画「メイキング オブ とりぱん」を掲載。
- 11巻巻末は、2010年12月4日に啓文堂書店府中店で行なわれたサイン会の参加者に1人1コマずつ配られた「100コマまんが」（のコピーを原版として印刷したもの）を収録。また、本編の収録順序を変更し、東日本大震災に関する第289 - 290羽を（羽数表記は初出時のまま変更せずに）本編の最後に配置している。
- 12-13巻巻末は、描き下ろし漫画「るりさんとめるりさん」を掲載。

## 書誌情報
- とりのなん子『とりぱん』 講談社〈ワイドKCモーニング〉、既刊34巻（2025年6月23日現在）
  1. 2006年3月23日発売、ISBN 4-06-337594-3
  2. 2006年9月22日発売、ISBN 4-06-337606-0
  3. 2007年5月23日発売、ISBN 978-4-06-337619-7
  4. 2007年10月23日発売、ISBN 978-4-06-337628-9
  5. 2008年5月23日発売、ISBN 978-4-06-337641-8
  6. 2008年11月21日発売、ISBN 978-4-06-337656-2
  7. 2009年5月22日発売、ISBN 978-4-06-337671-5
  8. 2009年11月20日発売、ISBN 978-4-06-337679-1
  9. 2010年5月21日発売、ISBN 978-4-06-337695-1
  10. 2010年11月22日発売、ISBN 978-4-06-337706-4
  11. 2011年6月23日発売、ISBN 978-4-06-337727-9
  12. 2011年12月22日発売、ISBN 978-4-06-337738-5
  13. 2012年7月23日発売、ISBN 978-4-06-337750-7
  14. 2013年3月22日発売、ISBN 978-4-06-337778-1
  15. 2013年10月23日発売、ISBN 978-4-06-337786-6
  16. 2014年5月23日発売、ISBN 978-4-06-337797-2
  17. 2014年11月21日発売、ISBN 978-4-06-337808-5
  18. 2015年6月23日発売、ISBN 978-4-06-337831-3
  19. 2016年3月23日発売、ISBN 978-4-06-337843-6
  20. 2016年10月21日発売、ISBN 978-4-06-337853-5
  21. 2017年5月23日発売、ISBN 978-4-06-337862-7
  22. 2017年11月22日発売、ISBN 978-4-06-510449-1
  23. 2018年7月23日発売、ISBN 978-4-06-511892-4
  24. 2018年12月21日発売、ISBN 978-4-06-514145-8
  25. 2019年7月23日発売、ISBN 978-4-06-516293-4
  26. 2020年3月23日発売、ISBN 978-4-06-518925-2
  27. 2020年10月23日発売、ISBN 978-4-06-520860-1
  28. 2021年5月21日発売、ISBN 978-4-06-523110-4
  29. 2021年12月23日発売、ISBN 978-4-06-523110-4
  30. 2022年8月23日発売、ISBN 978-4-06-528823-8
  31. 2023年4月21日発売、ISBN 978-4-06-531506-4
  32. 2023年11月22日発売、ISBN 978-4-06-533686-1
  33. 2024年7月23日発売、ISBN 978-4-06-536208-2
  34. 2025年6月23日発売、ISBN 978-4-06-539924-8

- とりのなん子ととりぱん研究会『とりぱん大図鑑』 講談社〈ワイドKC〉、2011年6月23日発売、ISBN 978-4-06-337726-2

『とりぱん』に登場する鳥達をはじめとするキャラクターおよび地元料理などを、とりのとその友人達が撮った写真およびとりのによる描き下ろしイラストと共に、図鑑形式で解説したもの。とりのの印税は東日本大震災の被災者のために寄付されることになっている。